# Окрухље
Окрухље (слч. Okrúhle) насељено је мјесто са административним статусом сеоске општине (слч. obec) у округу Свидњик, у Прешовском крају, Словачка Република.

## Становништво
| Година:    | 1994. | 2004.   | 2014.   | 2024.    |
| ---------- | ----- | ------- | ------- | -------- |
| Број људи: | 628   | 641     | 636     | 562      |
| Разлика:   |       | +2,07 % | -0,78 % | -11,63 % |

| Година:    | 2023. | 2024.   |
| ---------- | ----- | ------- |
| Број људи: | 563   | 562     |
| Разлика:   |       | -0,17 % |

Према подацима о броју становника из 2024. године насеље је имало 562 становника.